# Quách Thị Lan
Quách Thị Lan (sinh ngày 18 tháng 10 năm 1995) là một nữ vận động viên điền kinh chạy nước rút và vượt rào người Việt Nam. Thành tích nổi bật của cô là các tấm huy chương vàng ở Đại hội Thể thao Đông Nam Á 2015, Đại hội Thể thao Đông Nam Á 2017, Giải vô địch điền kinh châu Á 2017, Đại hội Thể thao châu Á 2018 tại Indonesia và Giải vô địch điền kinh châu Á 2019 tại Qatar.

## Đời tư
Anh trai của cô là Quách Công Lịch cũng là một vận động viên điền kinh.

## Những tấm huy chương vàng đáng chú ý

### Tại Đại hội Thể thao châu Á 2018
Ở chung kết 400m rào nữ Asiad 2018, vận động viên người Bahrain Kemi Adekoya về nhất với thành tích 54 giây 48, phá kỷ lục đại hội. Quách Thị Lan về nhì với thời gian 55 giây 30, dù phá kỷ lục quốc gia nhưng chỉ đủ để đạt tấm huy chương bạc. Sau đó, theo quyết định của Cơ quan Liêm chính Điền kinh ngày 19/7/2019, Adekoya vi phạm quy định về sử dụng chất cấm (Stanozolol) khi thi đấu ở Asiad 2018. Chất Stanozolol nằm trong danh sách chất cấm của Ủy ban Phòng chống Doping Thế giới. Liên đoàn điền kinh thế giới đã thông báo Kemi Adekoya bị tước huy chương vàng tại Asiad 2018, đồng nghĩa với việc vận động viên Quách Thị Lan chính thức đạt ngôi vị cao nhất nội dung chạy vượt rào 400m nữ Đại hội Thể thao châu Á 2018.

### Tại Giải vô địch điền kinh châu Á
Ở Giải vô địch điền kinh châu Á 2017, Quách Thị Lan đoạt huy chương bạc 400m nữ với thành tích 52 giây 78, thua Nirmala Sheoran 0,77 giây (52 giây 01). Còn ở nội dung tiếp sức 4x400m, Lan cùng ba đồng đội Nguyễn Thị Huyền, Hoàng Thị Ngọc, Nguyễn Thị Oanh giành huy chương bạc với thành tích 3 phút 33 giây 22, thua thành tích 3 phút 31 giây 34 của đội Ấn Độ có Nirmala Sheoran thi đấu.
Ngày 29 tháng 6 năm 2018, Nirmala Sheoran được lấy mẫu thử doping. Mẫu thử này sau đó bị phát hiện là có drostanolone và metenolone, hai chất thuộc danh mục cấm của Ủy ban Phòng chống Doping Thế giới. Ngày 10 tháng 10 năm 2019, Liên đoàn điền kinh thế giới thông báo Sheoran bị cấm thi đấu 4 năm vì sử dụng chất kích thích. Tổ chức này cũng đồng thời hủy mọi kết quả thi đấu và thành tích của cô trong giai đoạn tháng 8/2016 đến tháng 8/2018.
Như vậy, Quách Thị Lan được trao lại 1 huy chương vàng cá nhân và 1 huy chương vàng đồng đội.